# Sarló mozgalom
A Sarló csehszlovákiai magyar ifjúsági mozgalom a cserkészmozgalomból fejlődött ki. 

## Története
A Mi Lapunk folyóirat szellemi holdudvarából kinövő kezdeményezés bölcsője felett a szlovákiai magyar szellemi élet egyéniségei bábáskodtak, többek között Győry Dezső, Szalatnai Rezső és Szombathy Viktor. Jelentős hatással voltak a sarlósokra a 20. század első felének magyar írói: Szabó Dezső, Ady Endre és Móricz Zsigmond. 
Első szervezete az 1925-ben alapított Szent György Kör volt, a Sarló mozgalmat 1928. augusztus 1-jén hozták létre, a falujáró, úgynevezett regöscserkészet kérdéseinek megvitatására összehívott, gombaszögi táborukban. Önálló társadalmi szervezetként 1930 októberétől működött.
A második szakaszban (1928–1931) a szervezet vezető szerepre tett szert a csehszlovákiai magyar diákmozgalomban, ugyanakkor ideológiailag fokozatosan közeledett a „tudományos szocializmus” eszméihez. A harmadik szakaszban – amely a mozgalom befejeződését jelenti – a sarlósok egy része bekapcsolódott és együttműködött a Csehszlovák Kommunista Párttal.
Központja Pozsonyban volt. A mozgalom a tudományos szociográfia eszközeivel megpróbálta feltérképezni és leírni a szlovákiai és kárpátaljai (főképp falusi) magyarok életét.
A Duna menti népek egymásra utaltságát, összefogásuk szükségességét hangsúlyozták. Gyorsan szakítottak az őket kezdetben támogató szlovák kormánypártokkal és a magyar pártokkal is, majd a mozgalom 1931 szeptemberében tartott országos kongresszusán kierőszakolták, hogy a Sarló csatlakozzon a kommunista mozgalomhoz. Ezt a döntést a tagság többsége nem volt hajlandó elfogadni, és emiatt a mozgalom az 1930-as évek közepére gyakorlatilag elhalt.

## Ismertebb vezetői
- Balogh Edgár
- Berecz Kálmán
- Boross Zoltán
- Brogyányi Kálmán
- Dobossy László
- Jócsik Lajos
- Peéry Rezső
- Terebessy János